# Fusiforme Zelle

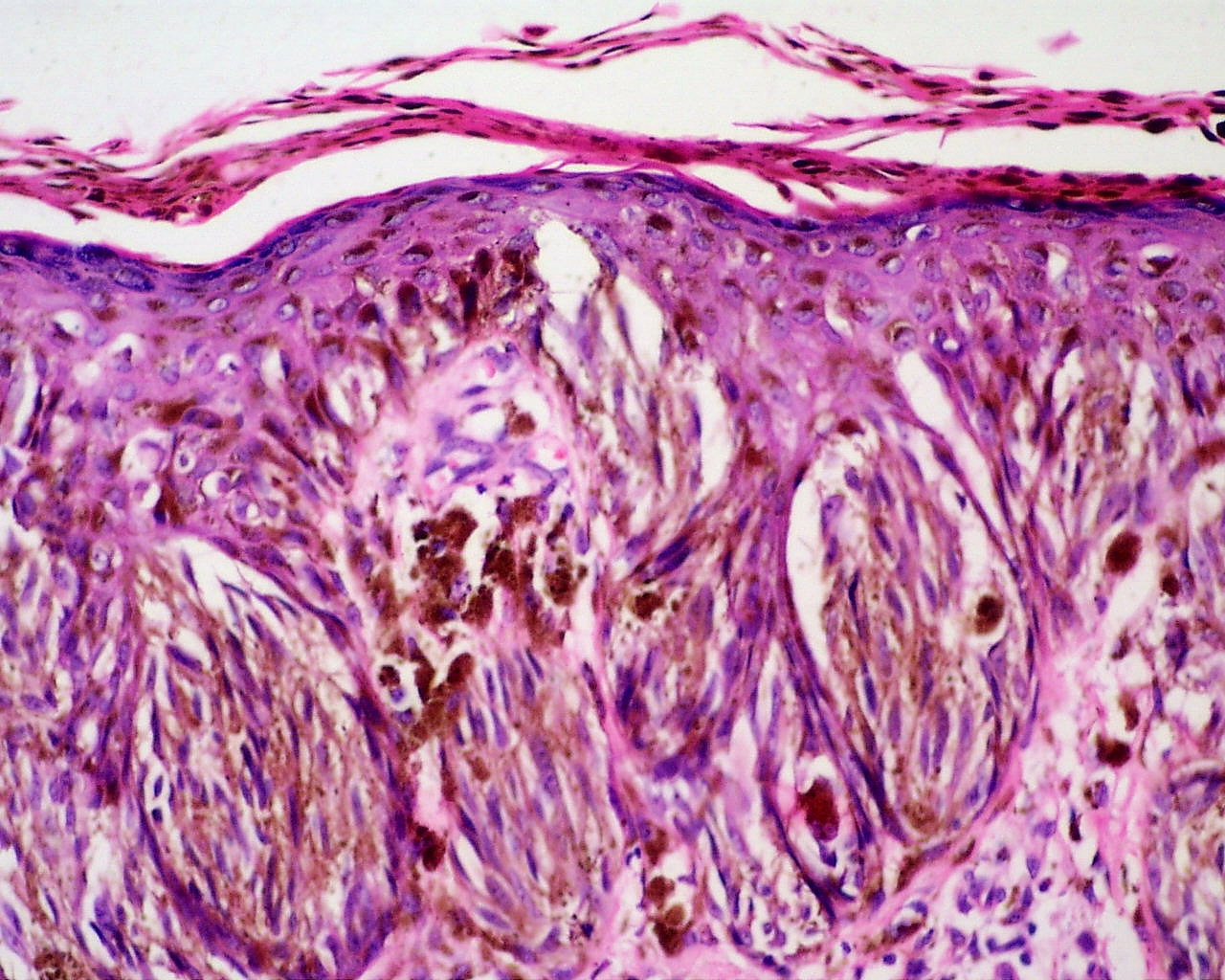
Naevus melanocyticus fusocellularis pigmentosus (Reed) (10x).

Als fusiforme Zelle oder Spindelzelle (von lat. fusus „Spindel“ und forma „Form“) bezeichnet man allgemein und rein morphologisch eine spindel- oder lanzettenförmige Zelle mit zugespitzten Enden.

## Anatomie
Im Nervensystem sind dies spindelförmige Nervenzellen mit polarisierter Ausbreitung der Dendriten und meist eher kurzem Axon (d. h. Zellplasmafortsätze). Eine besondere Klasse bilden dabei die sog. Fusimotoneuronen, das sind Gamma-Motoneuronen am Vorderhorn des Rückenmarks, welche die in Muskelspindeln (intrafusal) gelegenen Muskelfasern innervieren. Sie werden insgesamt als fusimotorisches System bezeichnet.
Fibrozyten werden ebenfalls als Spindelzellen bezeichnet.
Bei Vögeln werden die Thrombozyten wegen ihrer Form als Spindelzellen bezeichnet.

## Pathologie
In der Pathologie heißen generell bipolare, sich stark verjüngende Zellen mit relativ großem Kern so. Man findet sie im Spindelzellkarzinom (Carcinoma fusicellulare) sowie im benignen juvenilen Spindelzellnävus (Melanom), desgleichen im Spindelzellsarkom und im Spindelzelllipom. Auch für andere Tumoren sind Spindelzellen typisch.

## Pflanzen
Fusiforme Zellen können einige hundertmal länger sein als ihre radiale Breite.
Fusiforme Zellen kommen auch als einer von zwei wesentliche Zelltypen im Kambium vor; dort bezeichnet man die Zellen auch als Initialen. Aus ihnen gehen die Elemente des Xylems und Phloems, sowie alle übrigen, parallel zur Organachse angeordneten Zellen hervor.